# Benjamín I
Benjamín I, en griego: Βενιαμίν Α', (18 de enero de 1871 - Estambul, 17 de febrero de 1946) fue un patriarca de Constantinopla, de 1936 a 1946. 
Nombrado Patriarca de Constantinopla el 18 de enero de 1936, durante 1941 un gran incendio destruyó el Palacio Patriarcal de Fener; el nuevo palacio se construyó en 1989 por P. Aggelopoulos.
Ocupó el cargo hasta su muerte el 17 de febrero de 1946.
| Predecesor: Focio II | Patriarca de Constantinopla 1936 – 1946 | Sucesor: Máximo V |

- Datos: Q175814
- Multimedia: Benjamin I of Constantinople / Q175814